# José Maria Fonseca Domingos
José Maria Fonseca Domingos (São João da Venda, Loulé, 10 de Fevereiro de 1936 - Faro, 9 de Janeiro de 2003) foi um escritor português.

## Biografia

### Nascimento e formação
José Maria Fonseca Domingos nasceu em 10 de Fevereiro de 1936 na localidade de São João da Venda, parte da freguesia de Almancil, no concelho de Loulé.
Estudou no Liceu de Faro, onde foi aluno de Joaquim Magalhães.

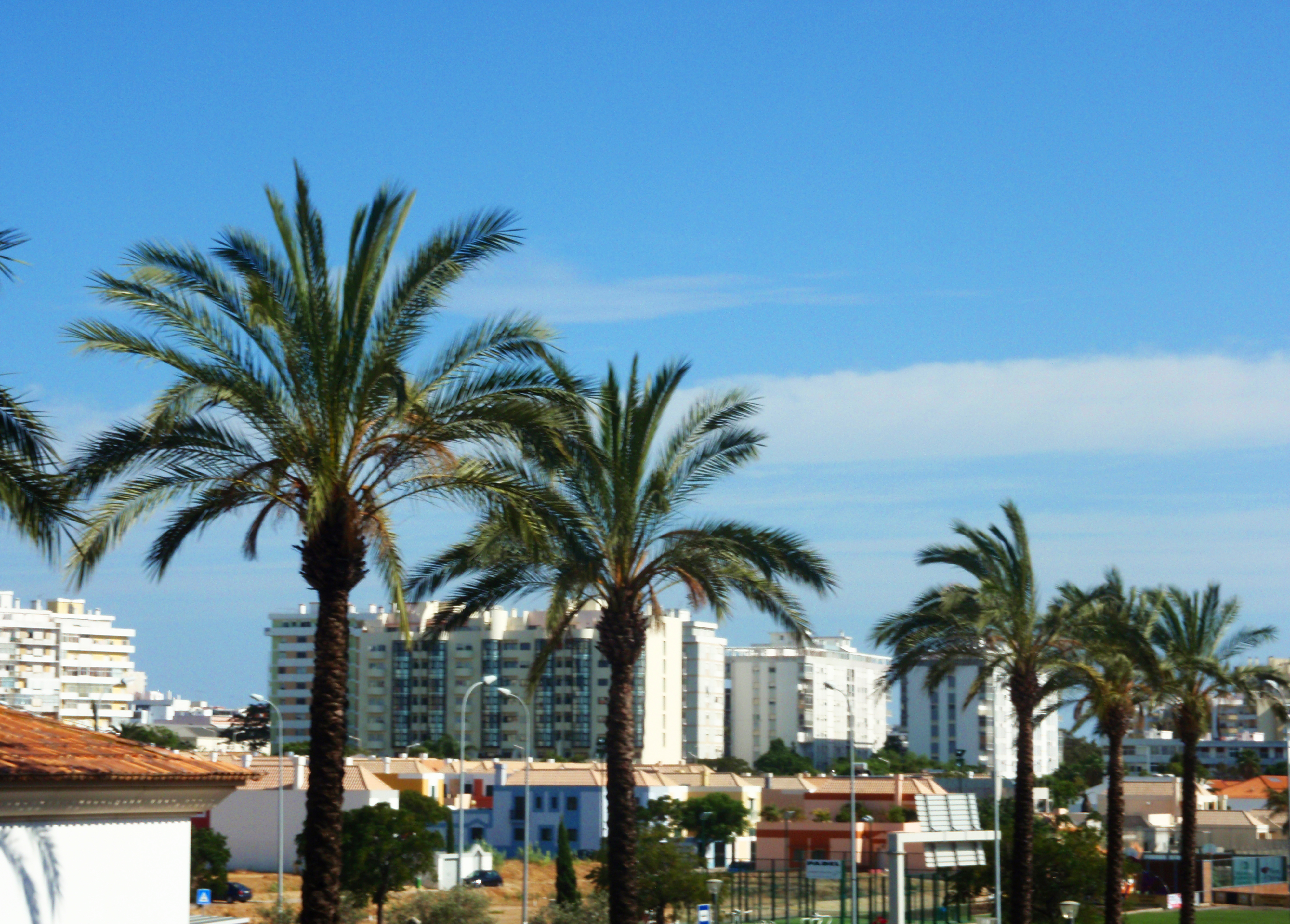
Cidade de Faro, no Algarve.

### Carreira profissional e artística
Com cerca de 18 anos, José Maria Fonseca Domingos estabeleceu-se na Venezuela, onde conheceu figuras da cultura local, tendo-se familizarizado com obras poéticas de grandes autores da região, especialmente Pablo Neruda, Alfonsina Storni e Rubén Darío. Regressou à Europa em 1963, tendo passado pela França antes de voltar a Portugal. Empregou-se primeiro numa casa comercial, tendo depois passado por uma empresa bancária e pela Administração Regional de Saúde de Faro, onde ficou até à sua aposentação. Também foi sócio da Associação dos Jornalistas e Escritores do Algarve, e membro da Associação da Imprensa Regionalista Algarvia e da Assoicação dos Órgãos de Comunicação Social do Algarve.
Destacou-se principalmente pela sua obra literária, composta por contos e poesia, tendo escrito principalmente sobre os problemas sociais e laborais entre as classes, oscilando entre os estilos neo-realista e pós-modernista.  Em 1966 começou a colaborar na imprensa algarvia, primeiro no periódico Folha de Domingo tendo passado depois pelo Notícias de Almancil, O Algarve, Sambrasense , Notícias de Loulé, Correio Meridional, Notícias  de  São  Brás e O  Olhanense. Desde 1987 que participou em diversos concursos literários, tendo-se distinguido tanto em Portugal como Brasil], tendo recebido mais do que uma centena de prémios, especialmente no âmbito dos jogos florais. Foi um dos membros fundadores da Tertúlia do café Hélice, em Faro. Utilizou algumas vezes o pseudónimo Elmano Sulino, inspirado no escritor Manuel Maria Barbosa du Bocage.
Também fez esculturas em barro, onde fez especialmente caricaturas de pessoas e animais.

### Falecimento
José Maria Fonseca Domingos faleceu na cidade de Faro, em 9 de Dezembro de 2002.

## Homenagens
Em 18 de Fevereiro de 2006, teve lugar uma sessão de homenagem a José Maria Fonseca Domingos, no auditório da Biblioteca Municipal de António Ramos Rosa, em Faro.

## Obras publicadas
- Um Violino na Ramada (1992)
- Arranhadelas (1994)
- Asas no Vento (1995)
- Veredas (1996)
- Sem Sol (1997)
- Para além do Bojador (1999)